# Cyrthermannia bicornicula
Cyrthermannia bicornicula är en kvalsterart som beskrevs av Tseng 1982. Cyrthermannia bicornicula ingår i släktet Cyrthermannia och familjen Nanhermanniidae. Inga underarter finns listade i Catalogue of Life.